# Střelba v Utrechtu
Střelba v nizozemském Utrechtu se odehrála 18. března 2019 v 10.45 hodin na tramvajové zastávce na náměstí 24 Oktoberplein v západní části města. Při střelbě byli zabiti tři lidé a pět dalších zraněno. Podle mluvčího policie možný pachatel odjel z místa činu červeným Renaultem Clio. Pro občany bylo doporučeno nevycházet z domu. Hromadná doprava byla zastavena. Uzavřeny byly také školy, univerzity a mešity v celém městě. Krátce po útoku policie zasahovala v sousední ulici Trumanlaan, odkud se ozývala střelba v bytovém domě. Během následných policejních razií byl zadržen Gökmen Tanis původem z Turecka a dva další muži, ti však byli později propuštěni.

## Oběti
Na místě byla zabita devatenáctiletá žena a dva muži ve věku 28 a 49 let. Později v nemocnici zemřel i řidič tramvaje. Terčem útoku byla podle svědků žena, kterou útočník znal, poté zaútočil i na lidi, kteří se jí snažili pomoct.

## Útočník
Útočníkem byl sedmatřicetiletý Gökmen Tanis, narozený v Turecku. V prosinci 2013 byl usvědčen z pokusu o vraždu a na kontě má také další trestné činy. V březnu 2020 byl za útok odsouzen na doživotí.